# Musée Zervos - Maison Romain-Rolland
 (novembre 2015).
Le musée Zervos - Maison Romain-Rolland est un musée d'art moderne (1925-1965) situé à Vézelay.

## Description du musée
L'établissement est installé dans une maison ancienne où l'écrivain Romain Rolland a vécu à partir de 1938 et où il est mort en 1944. Le musée, ouvert en 2006, abrite les plus belles pièces de la collection léguée en 1970 à la ville de Vézelay par Christian Zervos. Critique et éditeur d’art, fondateur de la revue Les Cahiers d'art publiée de 1926 à 1960, Christian Zervos côtoya les plus grands artistes du XXe siècle.
Au rez-de-chaussée, des petites sculptures et un imposant relief en fonte de Henri Laurens côtoient un grand mobile de Calder tandis que, dans la salle Picasso, des œuvres de Pablo Picasso et de Julio González montrent les liens qui existaient entre ces deux artistes.
À l’étage sont présentées des sculptures de Giacometti, des peintures d'Ernst (La Sauterelle), Kandinsky, Miró, Jean Hélion, Victor Brauner et Willi Baumeister. Pour les années 1950, des œuvres de Jacques Villon, Nicolas de Staël, Serge Poliakoff, Joseph Sima ou Étienne Hajdu.
La chambre de Romain Rolland est conservée ; des meubles de l'écrivain y sont présentés.
Dans les combles sont exposés les Cahiers d'art, le catalogue raisonné de l’œuvre de Picasso (entrepris par Zervos en 1932, à la demande de l’artiste) et son activité d’éditeur montrant la grande diversité des talents de Zervos, et sa curiosité avec la collection d'objets de l’ancien monde méditerranéen : idoles des Cyclades, figurines d’Égypte, de Chypre et de la Grèce archaïque.
La première peinture murale de Fernand Léger, réalisée à Vézelay, est présentée au rez-de-chaussée dans un espace donnant accès à la terrasse et à la maison du jardinier, réservée aux présentations temporaires.
Le musée possède des sous-sols médiévaux et sa terrasse ouvre sur le Morvan.
Une association, la "Fondation Christian Zervos", existe depuis 1983. Son président est Christian Limousin, docteur ès lettres, écrivain, ancien professeur de lettres, critique d'art ayant écrit un essai sur Georges Bataille en 1974.